# Collegio di Motherwell and Wishaw
Motherwell and Wishaw è stato un collegio elettorale scozzese della Camera dei comuni del Parlamento del Regno Unito. Eleggeva un membro del Parlamento con il sistema maggioritario a turno unico; il collegio è stato abolito in occasione della revisione del 2024, ed è stato sostituito dal nuovo Motherwell, Wishaw and Carluke.

## Confini
- 1974-1983: i burgh di Motherwell e Wishaw.
- 1997-2005: le divisioni elettorali del distretto di Motherwell di Clydevale, Dalziel e Wishaw.
- 2005-2024: l'area del Lanarkshire Settentrionale che si trovava al di fuori del collegio di Airdrie and Shotts, di Coatbridge, Chryston and Bellshill e di Cumbernauld, Kilsyth and Kirkintilloch East

Nel cambiamento dei confini del 2005, piccole parti del collegio di Hamilton North and Bellshill e Airdrie and Shotts furono aggiunte a Motherwell and Wishaw.

## Membri del Parlamento
| Elezione | Elezione    | Deputato          | Partito           |
| -------- | ----------- | ----------------- | ----------------- |
|          | Feb 1974    | George Lawson     | Laburista         |
| Ott 1974 | Jeremy Bray |                   | Laburista         |
|          | 1983        | Collegio abolito  | Collegio abolito  |
|          | 1997        | Collegio ricreato | Collegio ricreato |
|          | 1997        | Frank Roy         | Laburista         |
|          | 2015        | Marion Fellows    | SNP               |
|          | 2024        | Collegio abolito  | Collegio abolito  |

## Risultati elettorali

### Elezioni negli anni 2010
| Partito                    | Partito                          | Candidato                  | Risultati 12 dicembre 2019 | Risultati 12 dicembre 2019 |
| Partito                    | Partito                          | Candidato                  | Voti                       | %                          |
| -------------------------- | -------------------------------- | -------------------------- | -------------------------- | -------------------------- |
|                            | SNP                              | Marion Fellows             | 20 622                     | 46,43                      |
|                            | Laburista                        | Angela Feeney              | 14 354                     | 32,31                      |
|                            | Conservatore                     | Meghan Gallacher           | 7 150                      | 16,10                      |
|                            | Lib Dem                          | Christopher Wilson         | 1 675                      | 3,77                       |
|                            | UKIP                             | Neil Wilson                | 619                        | 1,39                       |
|                            |                                  |                            |                            |                            |
| Iscritti                   | Iscritti                         | Iscritti                   | 68 856                     | 100,00                     |
| ↳ Votanti (% su iscritti)  | ↳ Votanti (% su iscritti)        | ↳ Votanti (% su iscritti)  | 44 420                     | 64,51                      |
| ↳ Astenuti (% su iscritti) | ↳ Astenuti (% su iscritti)       | ↳ Astenuti (% su iscritti) | 24 436                     | 35,49                      |
|                            |                                  |                            |                            |                            |
|                            | Esito: collegio confermato a SNP |                            |                            |                            |

| Partito                    | Partito                          | Candidato                  | Risultati 8 giugno 2017 | Risultati 8 giugno 2017 |
| Partito                    | Partito                          | Candidato                  | Voti                    | %                       |
| -------------------------- | -------------------------------- | -------------------------- | ----------------------- | ----------------------- |
|                            | SNP                              | Marion Fellows             | 16 150                  | 38,52                   |
|                            | Laburista                        | Angela Feeney              | 15 832                  | 37,76                   |
|                            | Conservatore                     | Meghan Gallacher           | 8 490                   | 20,25                   |
|                            | Lib Dem                          | Yvonne Finlayson           | 920                     | 2,19                    |
|                            | UKIP                             | Neil Wilson                | 534                     | 1,27                    |
|                            |                                  |                            |                         |                         |
| Iscritti                   | Iscritti                         | Iscritti                   | 68 172                  | 100,00                  |
| ↳ Votanti (% su iscritti)  | ↳ Votanti (% su iscritti)        | ↳ Votanti (% su iscritti)  | 41 926                  | 61,50                   |
| ↳ Astenuti (% su iscritti) | ↳ Astenuti (% su iscritti)       | ↳ Astenuti (% su iscritti) | 26 246                  | 38,50                   |
|                            |                                  |                            |                         |                         |
|                            | Esito: collegio confermato a SNP |                            |                         |                         |

| Partito                    | Partito                                  | Candidato                  | Risultati 7 maggio 2015 | Risultati 7 maggio 2015 |
| Partito                    | Partito                                  | Candidato                  | Voti                    | %                       |
| -------------------------- | ---------------------------------------- | -------------------------- | ----------------------- | ----------------------- |
|                            | SNP                                      | Marion Fellows             | 27 275                  | 56,54                   |
|                            | Laburista                                | Frank Roy                  | 15 377                  | 31,88                   |
|                            | Conservatore                             | Meghan Gallacher           | 3 695                   | 7,66                    |
|                            | UKIP                                     | Neil Wilson                | 1 289                   | 2,67                    |
|                            | Lib Dem                                  | Ross Laird                 | 601                     | 1,25                    |
|                            |                                          |                            |                         |                         |
| Iscritti                   | Iscritti                                 | Iscritti                   | 70 316                  | 100,00                  |
| ↳ Votanti (% su iscritti)  | ↳ Votanti (% su iscritti)                | ↳ Votanti (% su iscritti)  | 48 237                  | 68,60                   |
| ↳ Astenuti (% su iscritti) | ↳ Astenuti (% su iscritti)               | ↳ Astenuti (% su iscritti) | 22 079                  | 31,40                   |
|                            |                                          |                            |                         |                         |
|                            | Esito: collegio passa da Laburista a SNP |                            |                         |                         |

| Partito                    | Partito                                | Candidato                  | Risultati 6 maggio 2010 | Risultati 6 maggio 2010 |
| Partito                    | Partito                                | Candidato                  | Voti                    | %                       |
| -------------------------- | -------------------------------------- | -------------------------- | ----------------------- | ----------------------- |
|                            | Laburista                              | Frank Roy                  | 23 910                  | 62,23                   |
|                            | SNP                                    | Marion Fellows             | 7 104                   | 18,49                   |
|                            | Lib Dem                                | Stuart Douglas             | 3 140                   | 8,17                    |
|                            | Conservatore                           | Patsy Gilroy               | 3 660                   | 9,53                    |
|                            | TUSC                                   | Ray Gunnion                | 609                     | 1,58                    |
|                            |                                        |                            |                         |                         |
| Iscritti                   | Iscritti                               | Iscritti                   | 66 876                  | 100,00                  |
| ↳ Votanti (% su iscritti)  | ↳ Votanti (% su iscritti)              | ↳ Votanti (% su iscritti)  | 39 123                  | 58,50                   |
| ↳ Astenuti (% su iscritti) | ↳ Astenuti (% su iscritti)             | ↳ Astenuti (% su iscritti) | 27 753                  | 41,50                   |
|                            |                                        |                            |                         |                         |
|                            | Esito: collegio confermato a Laburista |                            |                         |                         |

### Elezioni negli anni 2000
| Partito                    | Partito                                | Candidato                  | Risultati 5 maggio 2005 | Risultati 5 maggio 2005 |
| Partito                    | Partito                                | Candidato                  | Voti                    | %                       |
| -------------------------- | -------------------------------------- | -------------------------- | ----------------------- | ----------------------- |
|                            | Laburista                              | Frank Roy                  | 21 327                  | 57,47                   |
|                            | SNP                                    | Ian MacQuarrie             | 6 105                   | 16,45                   |
|                            | Lib Dem                                | Conor Snowden              | 4 464                   | 12,03                   |
|                            | Conservatore                           | Peter Finnie               | 3 440                   | 9,27                    |
|                            | Socialista                             | Gregor J. MacEwan          | 1 019                   | 2,75                    |
|                            | Free Scotland                          | Dallas E. Carter           | 384                     | 1,03                    |
|                            | Cristiano                              | Coral G. Thompson          | 370                     | 1,00                    |
|                            |                                        |                            |                         |                         |
| Iscritti                   | Iscritti                               | Iscritti                   | 66 983                  | 100,00                  |
| ↳ Votanti (% su iscritti)  | ↳ Votanti (% su iscritti)              | ↳ Votanti (% su iscritti)  | 37 109                  | 55,40                   |
| ↳ Astenuti (% su iscritti) | ↳ Astenuti (% su iscritti)             | ↳ Astenuti (% su iscritti) | 29 874                  | 44,60                   |
|                            |                                        |                            |                         |                         |
|                            | Esito: collegio confermato a Laburista |                            |                         |                         |

| Partito                    | Partito                                | Candidato                  | Risultati 7 giugno 2001 | Risultati 7 giugno 2001 |
| Partito                    | Partito                                | Candidato                  | Voti                    | %                       |
| -------------------------- | -------------------------------------- | -------------------------- | ----------------------- | ----------------------- |
|                            | Laburista                              | Frank Roy                  | 16 681                  | 56,22                   |
|                            | SNP                                    | James A. McGuigan          | 5 725                   | 19,29                   |
|                            | Conservatore                           | Mark Nolan                 | 3 155                   | 10,63                   |
|                            | Lib Dem                                | Iain Brown                 | 2 791                   | 9,41                    |
|                            | Socialista                             | Stephen Smellie            | 1 260                   | 4,25                    |
|                            | Laburista Socialista                   | Claire Watt                | 61                      | 0,21                    |
|                            |                                        |                            |                         |                         |
| Iscritti                   | Iscritti                               | Iscritti                   | 52 425                  | 100,00                  |
| ↳ Votanti (% su iscritti)  | ↳ Votanti (% su iscritti)              | ↳ Votanti (% su iscritti)  | 29 673                  | 56,60                   |
| ↳ Astenuti (% su iscritti) | ↳ Astenuti (% su iscritti)             | ↳ Astenuti (% su iscritti) | 22 752                  | 43,40                   |
|                            |                                        |                            |                         |                         |
|                            | Esito: collegio confermato a Laburista |                            |                         |                         |

## Risultati dei referendum

### Referendum sulla permanenza del Regno Unito nell'Unione europea del 2016
|        | Collegio              | Lasciare UE % | Rimanere in UE % |
| ------ | --------------------- | ------------- | ---------------- |
|        | Motherwell and Wishaw | 36,9%         | 63,1%            |
| Scozia | 38,0%                 | 62,0%         |                  |
|        | Regno Unito           | 51,9%         | 48,1%            |

## Risultati
1. ↑  Risultati 2019 bbc.com